# Trecastelli
Trecastelli település Olaszországban, Marche régióban, Ancona megyében. Lakosainak száma 7500 fő (2023. január 1.). Trecastelli Senigallia, Ostra, Corinaldo, Mondolfo, San Costanzo és Monte Porzio községekkel határos.

## Népesség
A település lakossága az elmúlt években az alábbi módon változott:
| Lakosok száma | 7640 | 7567 | 7500 |
|               | 2017 | 2018 | 2023 |